# Jacqueline Toxopeus
Jacqueline Afine Toxopeus (* 11. Dezember 1964 in Wageningen) ist eine ehemalige niederländische Hockeytorhüterin. Sie gewann mit der niederländischen Nationalmannschaft die olympische Bronzemedaille 1996. Zuvor war sie 1990 Weltmeisterin und 1995 Europameisterin.

## Sportliche Karriere
Jacqueline Toxopeus bestritt insgesamt 91 Länderspiele.
Toxopeus debütierte im März 1989 in der niederländischen Auswahl. Bei der Weltmeisterschaft 1990 in Sydney war Toxopeus in allen sieben Spielen dabei. Die Niederländerinnen erhielten in Vorrunde und Halbfinale keinen Gegentreffer. Erst im Finale erzielte Australien ein Tor, die Niederländerinnen gewannen das Finale mit 3:1. Ein Jahr später bei der Europameisterschaft 1991 in Brüssel verloren die Niederländerinnen in der Vorrunde mit 1:3 gegen die deutsche Mannschaft. Im Halbfinale unterlagen die Niederländerinnen dem englischen Team im Siebenmeterschießen. Im Spiel um die Bronzemedaille war Toxopeus nicht dabei, die letztmals antretende Mannschaft aus der Sowjetunion gewann mit 3:2. Beim olympischen Hockeyturnier 1992 in Barcelona stand Toxopeus in allen fünf Spielen im Tor, die Niederländerinnen belegten den sechsten Platz.
1994 bestritt Toxopeus nur ein einziges Länderspiel und fehlte auch bei der Weltmeisterschaft in Dublin. 1995 waren die Niederlande in Amstelveen Gastgeber der Europameisterschaft. In der Vorrunde gelangen den niederländischen Damen fünf Siege in fünf Spielen bei einem Torverhältnis von 24:0, wobei Toxopeus nur in drei Vorrundenspielen mitwirkte, in den anderen Spielen stand Stella de Heij im Tor. Mit Toxopeus im Tor erreichten die Niederländerinnen das Finale mit einem 2:1-Halbfinalsieg über die Deutschen und bezwangen im Finale die spanische Mannschaft im Siebenmeterschießen. Beim olympischen Hockeyturnier 1996 in Atlanta belegten die Niederländerinnen nach der Vorrunde den vierten Platz hinter den punktgleichen Britinnen. Im Spiel um Bronze zwischen diesen beiden Mannschaften siegten die Niederländerinnen im Siebenmeterschießen. Toxopeus stand in allen acht Partien im Tor.
Toxopeus spielte zunächst für Hilversum und ab 1993 für HC ’s-Hertogenbosch. 1998 und 1999 gewann sie mit Hertogenbosch den niederländischen Meistertitel.